# M'Zem Sanhaja
M'Zem Sanhaja  (in arabo مزم صنهاجة‎?) è un centro abitato e comune rurale del Marocco situato nella provincia di El Kelâat Es-Sraghna, regione di Marrakech-Safi. Conta una popolazione di 10 310 abitanti (censimento 2014).